# Москвич-2335
Москвич-2335 — автомобиль с кузовом типа пикап, грузоподъёмностью 640 кг, созданный на основе легкового автомобиля Москвич-2141 Автомобильного завода имени Ленинского комсомола (АЗЛК). Предполагался лёгким городским коммерческим развозным, а также дачно-фермерским автомобилем. Грузовые платформы Москвича-2335 и прицепа могли быть оборудованы унифицированным тентом. Был разработан в 1991 году на АЗЛК, в 1994 году был запущен в мелкосерийное производство на заводе Москвич, продолжавшееся до 2001 года.

## Модификации
- Москвич-2336  — полурамный пикап
- Москвич-2340  — полноприводная разновидность модели 2336

## Фотогалерея

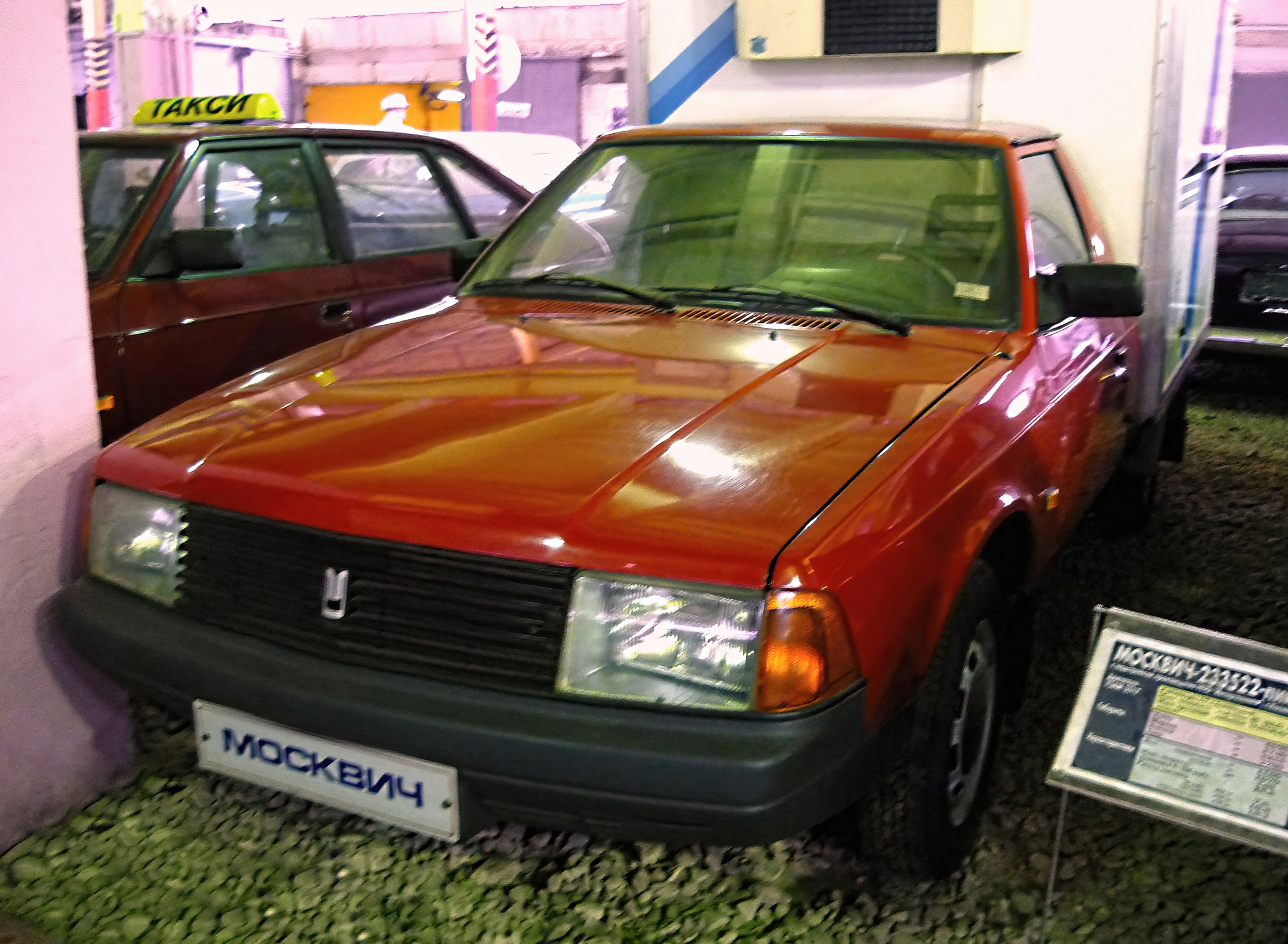
Москвич-2336 вид спереди
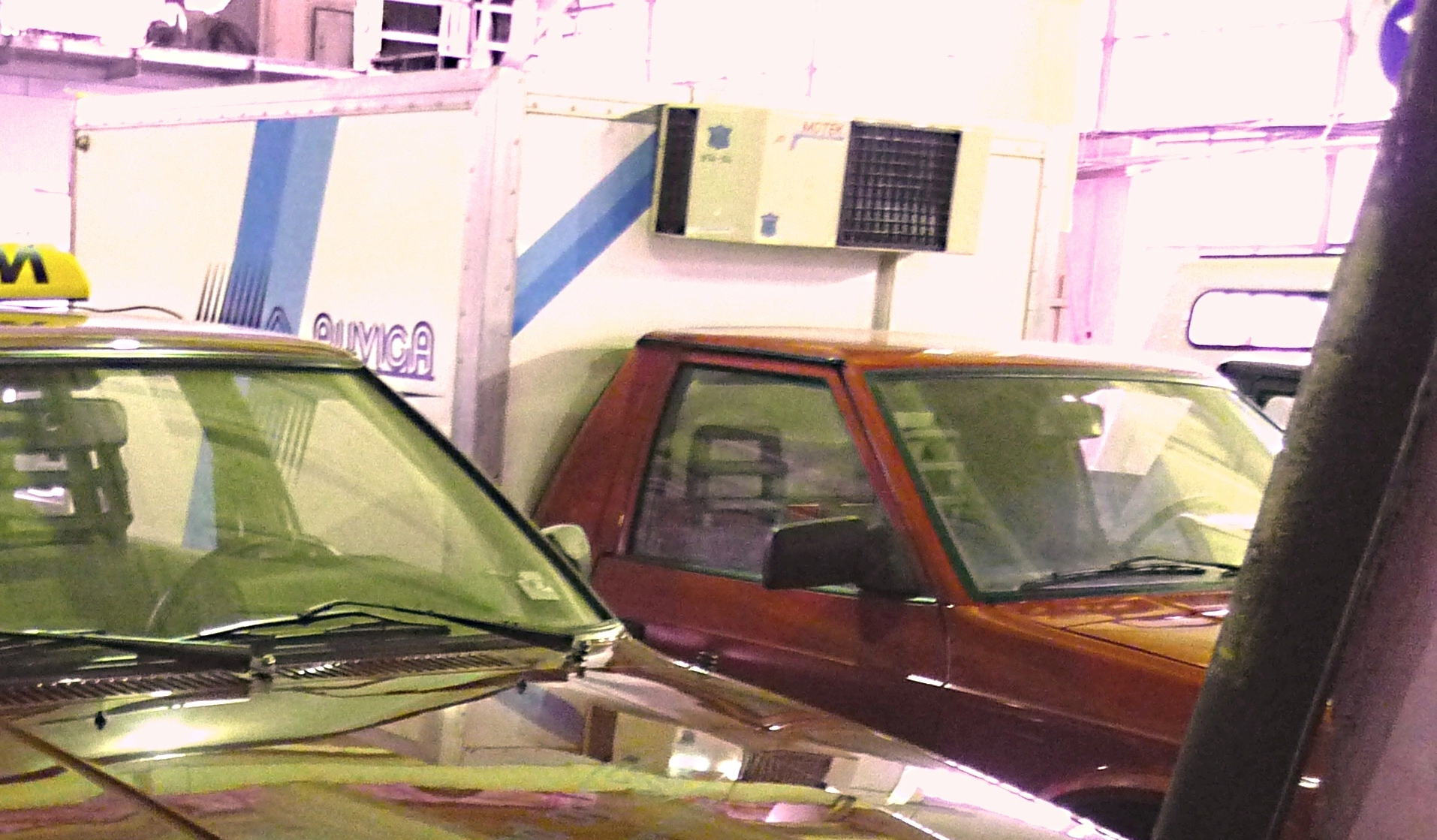
Москвич-2336 вид сбоку
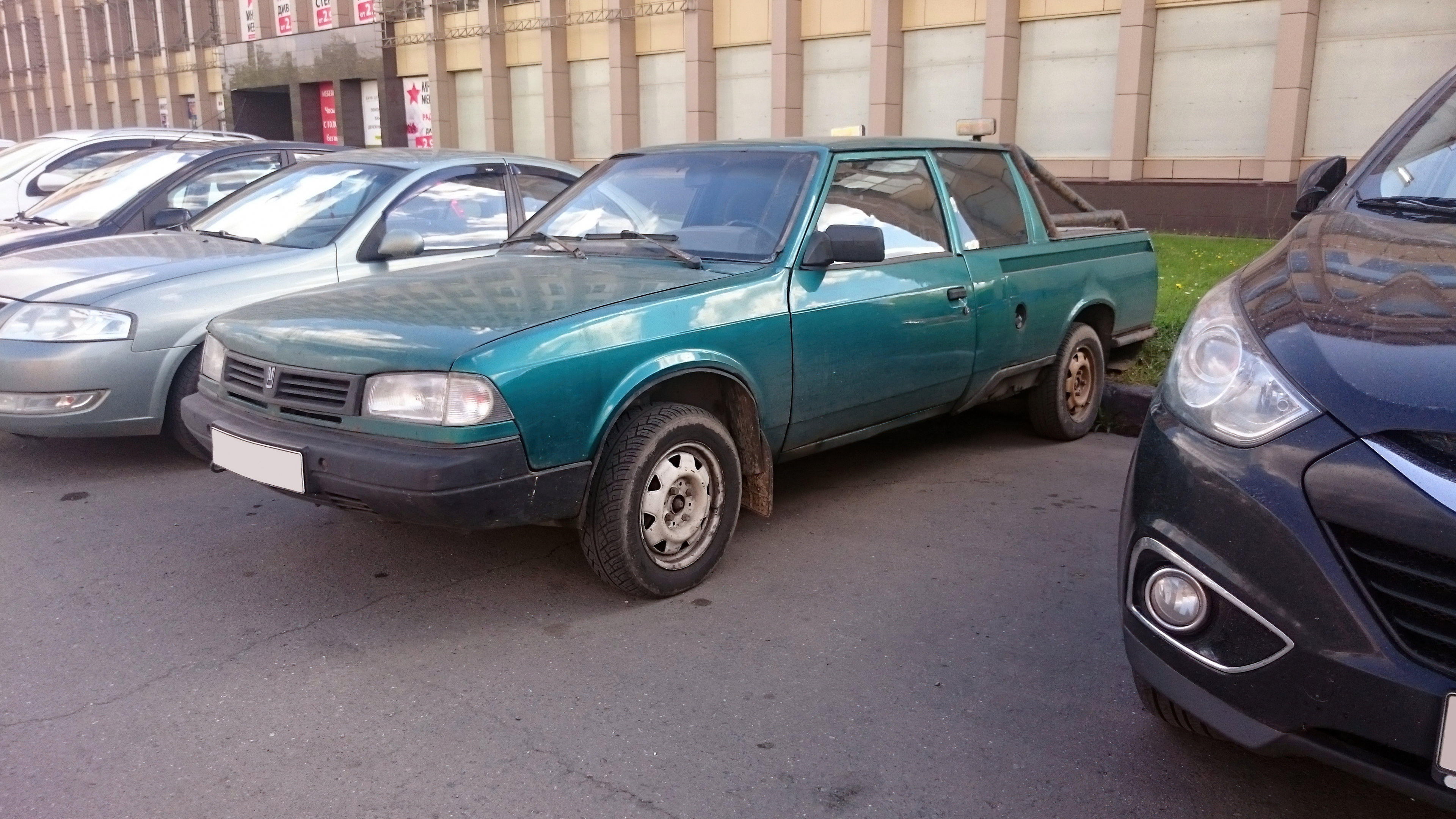
Москвич-233521
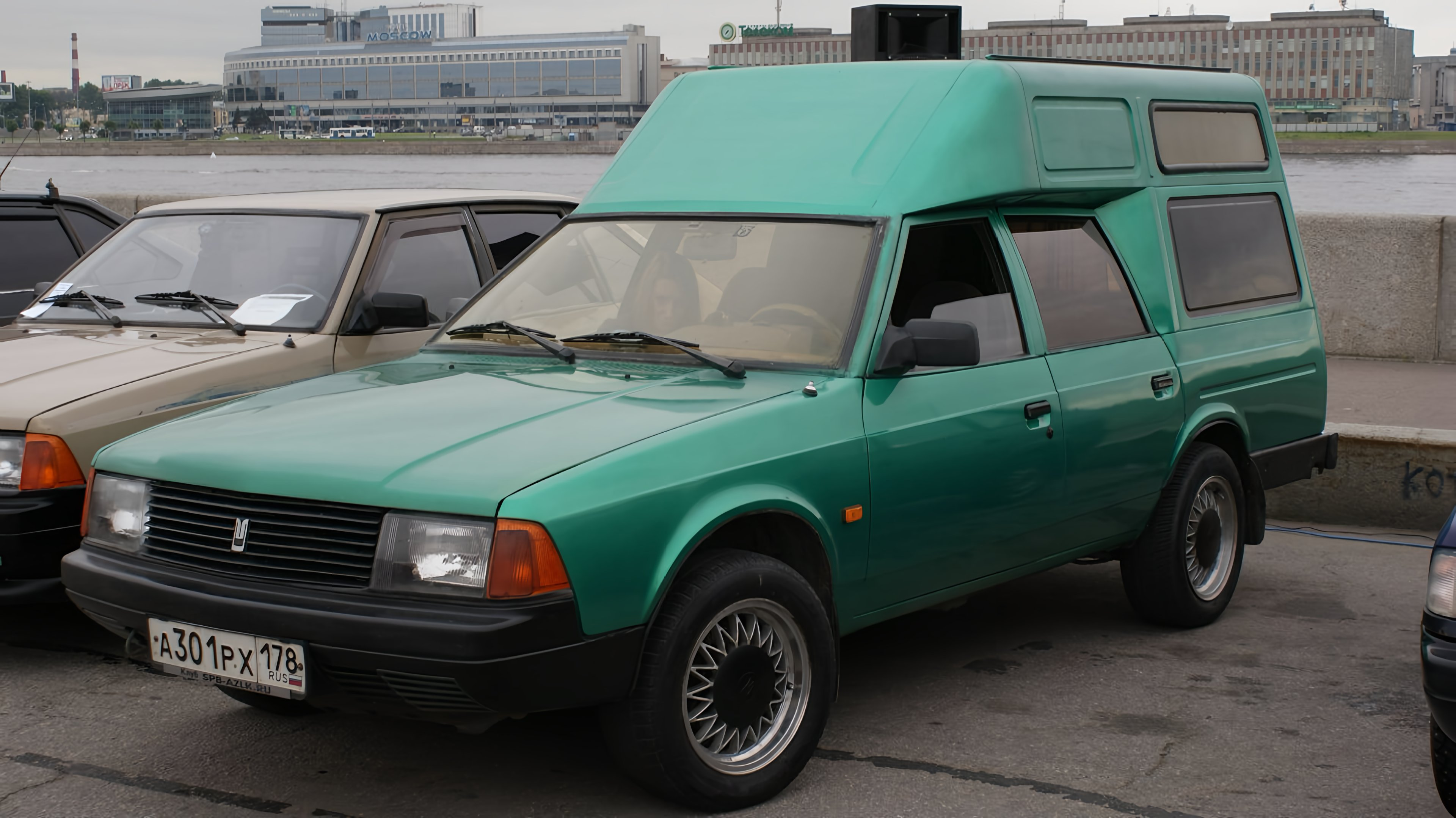
Москвич 2901

## Прицеп Москвич-8135
Москвич-8135 — советский и российский одноосный прицеп грузоподъёмностью 640 кг, созданный на базе задней части пикапа Москвич-2335. Производство прицепа должно было начаться вместе с пикапом, но из-за нестабильной ситуацией на заводе и задержкой с выпуском 2335, прицеп так и не был пущен в серию. Был впервые продемонстрирован на выставке «Автодизайн-88» вместе с самим пикапом.
Прицеп по колёсам, подвеске, боковинам и заднему борту грузовой платформы унифицирован с базовым пикапом. Как и пикап, прицеп мог оборудоваться тентом. Существовало по крайней мере 2 варианта оформления прицепа, различались они передней стенкой кузова и вариантом установки дуг для тента.
Прицеп был оборудован световой сигнализацией: спереди — габаритные фонари и катафоты, а сзади стандартные фонари от 2335, два катафота в виде треугольников на откидной двери, а на некоторых прицепах также присутствовали фонари заднего хода. Система электроснабжения прицепа присоединялась к тягачу с помощью штепсельной вилки.
У прицепа имелась собственная тормозная система, представлявшая собой колёсные тормоза от 2335, и ГТЦ от Москвича-412, который крепился к дышлу. Данный тормоз срабатывал во время торможения тягача — когда тягач тормозил, дышло давило на шток ГТЦ, и тормоза срабатывали. Кроме того, на прицепе был установлен собственный ручной тормоз, а также имелись две опоры — спереди и сзади кузова. Передняя опора была оборудована колёсиком.
Также у прицепа имелся собственный VIN-код, как на кузове, так и на заводской табличке. На дышле же имелась табличка с информацией о весе прицепа
Прицеп можно было использовать и с обычным легковым хетчбэком, предлагая это изделие для перевозки грузов в качестве отдельного товара народного потребления. Дальше нескольких «опытно-демонстрационных» экземпляров дело так и не зашло.
На прицеп имелось ТУ 37-201.0069-91 и скорее всего, он был сертифицирован.
В 1995 году была изготовлена опытно-промышленная партия прицепов, составлявшая сто штук.

## В автоспорте
Спортивные версии Москвича-2335 использовались в российском автоспорте. В частности, в зимних трековых гонках, где спортсменам на них удавалось выигрывать отдельные заезды в известных соревнованиях (например, в «Гонке Звёзд» журнала За рулём).